# The Durango Kid
The Durango Kid (no Brasil, O Cavaleiro de Durango) é um filme de faroeste do subgênero Western B de 1940, produzido pela Columbia Pictures, dirigido por Lambert Hillyer e estrelado por Charles Starrett, trata-se do primeiro filme do personagem Durango Kid, que seria interpretado por Starrett em outros 64 filmes.

## Elenco
- Charles Starrett como Bill Lowry / The Durango Kid
- Luana Walters como Nancy Winslow
- Kenneth MacDonald como Mace Ballard
- Francis Walker como Henchman Steve
- Forrest Taylor como Ben Winslow
- Melvin Lang como Marshal Dan Trayboe

### Personagem Durango Kid
A partir de 1935, o ator Charles Starrett atuou em diversos Westerns B da Columbia Pictures e, em 1940, interpretou o cowboy mascarado Durango Kid, uma espécie de Robin Hood do Velho Oeste. Filmes estrelados por cowboys mascarados não eram incomuns, a Republic Pictures produziu diversos filmes e seriados dos heróis Zorro e Lone Ranger. Em 1945, a Columbia Pictures resolveu trazer o herói de volta em The Return of the Durango Kid, estrelado novamente por Charles Starrett, ator que interpretou o herói em outros 63 filmes até 1952, quando a série de filmes foi encerrada.